# Stygnicranaus abnormis
Stygnicranaus abnormis is een hooiwagen uit de familie Cranaidae.